# Утраченные эпизоды телесериала «Доктор Кто»
Утраченными эпизодами британского научно-фантастического телесериала «Доктор Кто» называют эпизоды, которые не сохранились на видео- или киноплёнке. В 1960-х и 1970-х годах они были смыты с киноплёнки и стёрты с видеозаписей, так как плёнка ценилась больше, чем записанный на ней материал. Из 253 эпизодов из первых шести сезонов сериала, на данный момент 97 считаются утраченными. Ещё 79 эпизодов из первых одиннадцати лет сериала считались утерянными, пока копии не были найдены в частных коллекциях, в архивах Би-би-си или зарубежного телевидения.
В то время были утеряны не только эпизоды «Доктора Кто», но и тысячи часов других телепрограмм, записи которых уничтожались Би-би-си до 1978 года, когда изменилась политика ведения архивов. Среди других заметных телепрограмм, эпизоды которых не сохранились, числятся Dad’s Army, Z-Cars, The Wednesday Play, Steptoe and Son и Not Only… But Also. Подобная практика проводилась не только Би-би-си, но и телеканалом ITV, в результате чего не сохранились ранние эпизоды телесериала «Мстители». Однако «Доктор Кто» отличается от этих программ тем, что от всех пропавших серий сохранились аудиодорожки, записанные поклонниками сериала дома во время телетрансляций; некоторые серии частично сохранились в виде отдельных фотокадров или коротких видеоклипов. К тому же все найденные в чёрно-белом виде эпизоды 1970-х годов были восстановлены в цвете, что не всегда происходило у других программ.
Поиски эпизодов продолжаются до сих пор как Би-би-си, так и поклонниками сериала. Многие утраченные эпизоды существуют в виде реконструкций, составленных из закадровых фотографий и аудиодорожек, либо в виде анимации.

## История
Множество видеоматериалов из технических архивов BBC и кинобиблиотек были уничтожены в период между 1968 и 1978 годами, чтобы освободить место для новых телепрограмм. Профсоюз активно боролся против старых записей и их повторных показов, которые стали проводиться с 1950-х годов. Ранее, если телеканал хотел повторить программу (как правило, односерийный спектакль), было дешевле снова нанять тех же актёров, а не записывать телетрансляцию. Профсоюз был убеждён в том, что, если запись будет доступна для телеканалов, те смогут повторить записанную программу неограниченное количество раз, урезая тем самым эфирное время и тем самым оставляя без работы многих сотрудников и актёров. И хотя профсоюз не мог помешать трансляторам записывать свои телепрограммы, он смог добиться того, что повторять одну программу в эфире можно было лишь ограниченное число раз. При этом пошлина, взимаемая с телеканалов за повторы, была настолько высока, что те предпочитали снимать новые передачи, а не повторять старые. Таким образом, записи, которые больше нельзя было снова пустить в эфир, не представляли интереса для вещателей и просто выбрасывались.
Большинство эпизодов «Доктора Кто» для дебютной трансляции были записаны на двухдюймовую видеоплёнку, а позже перезаписаны на 16-мм плёнку для повторного использования. BBC Enterprises пользовались 16-мм плёнкой для отправки эпизодов за границу, так как она была намного дешевле и проще в транспортировке, чем видеоплёнка, и была совместима с видеостандартами многих разных стран. В то время у BBC не было главного архива, и сохранялись только копии программ, которые считались коммерчески успешными; записанные на плёнку программы находились в библиотеке фильмов, а за их сохранность отвечал технический отдел. Складских помещений было мало, и плёнки, как правило, хранились грудами, чтобы занимать меньше места.
Техническому отделу не разрешалось хранить плёнки, однако они их не выбрасывали, пока соответствующий отдел BBC не сообщал, что записи больше не будут использоваться. Серия «Горцы» со вторым Доктором была выброшена 9 марта 1967 года, всего через два месяца после выхода в эфир. Технический отдел продолжал стирать эпизоды «Доктора Кто» вплоть до начала 1970-х, что привело к уничтожению всех 253 эпизодов, вышедших с 1963 по 1969 год, а последней удалённой записью 1960-х стала серия «Ярость из глубины», которую стёрли к 1974 году.
Несмотря на уничтожение оригинальных записей, до 1972 года в BBC вели полный архив 16-мм плёнок с копиями записей. Примерно с 1972 по 1978 год старые материалы архива, в том числе многие эпизоды «Доктора Кто», также были удалены, чтобы освободить место для новых телепрограмм.

### Конец практики уничтожения
Практика удаления эпизодов сериала продолжалась, пока не вмешался режиссёр звукозаписи и поклонник сериала Иэн Левин. Эпизоды продолжали удаляться, как правило, потому, что сроки действия договоров с актёрами и создателями, позволявшие продать серию за границу, уже истекли. В конце семидесятых во многих странах уже перешли на цветное телевидение, и зарубежные телеканалы не были заинтересованы в приобретении чёрно-белых эпизодов.
Библиотека фильмов BBC не отвечала за хранение телепрограмм, которые не были переписаны на плёнку, так как они были предметом конфликтов между библиотекой и самим телеканалом, который был ответственен за ведение архивов. Всё это привело к тому, что почти все чёрно-белые программы были удалены из библиотек телеканала. Несмотря на то, что это происходило не только в Великобритании, но и по всему миру, пропавшие эпизоды «Доктора Кто», вероятно, являются самым известным примером, когда ненадлежащая политика ведения архивов может привести к долгосрочным последствиям.
По большей части утеряны эпизоды времён первого и второго Докторов. В некоторых сериях, например, в серии «Десятая планета», отсутствует только один эпизод, а некоторые утеряны полностью. Больше всего пострадали серии эры второго Доктора Патрика Траутона — из четырнадцати серий первых двух сезонов с ним полностью завершена только «Гробница киберлюдей», копию которой удалось найти в телеархивах Гонконга. Серии с третьим Доктором Джоном Пертви сохранились полностью, но некоторые из них существуют только в чёрно-белом варианте или в виде NTSC-копий. Последними уничтоженными сериями «Доктора Кто» были «Вторжение динозавров» и «Смерть далекам» из сезона 1974 года, последняя из них была возвращена из Дубая сначала в формате NTSC, а затем в оригинальном PAL.
Вплоть до начала 1980-х первый эпизод серии «Вторжение динозавров» был единственным эпизодом с участием Пертви, который отсутствовал в архивах, пока не был найден на чёрно-белой 16-мм плёнке. Архивы, начиная со второго эпизода серии «Смерть далекам» и далее, состоят из предназначавшихся для трансляции копий, за исключением последнего выпуска третьего эпизода серии «Беспощадный убийца» (1976); этот выпуск был изъят сразу же после первой трансляции в Великобритании в связи с жалобами Мэри Уайтхаус из Национальной ассоциации зрителей и слушателей. Во время последующих показов и в коммерческих изданиях использовались восстановленные копии, записанные с эфира.
Политика стирания программ официально завершилась в 1978 году, когда в обиход вошли домашние видеокассеты и видеомагнитофоны и изменилось отношение к старым записям, которые теперь предполагалось оставить для будущих поколений по историческим и культурным причинам. В это время в библиотеке фильмов BBC осталось только 47 эпизодов из «Доктора Кто» 1960-х годов; когда-то их было 53, но шесть эпизодов пропали или были уничтожены уже после отказа от практики перезаписи видеоплёнки. В самом начале всего было утеряно 153 эпизода, но благодаря стараниям BBC и поклонников сериала их число сократилось до 106 по состоянию на 11 декабря 2011 года, когда были найдены третий эпизод серии «Галактика 4» и второй эпизод серии «Подводная угроза». Их передал BBC частный владелец Терри Бёрнетт, который приобрёл их ещё в 1980-х и не знал, что у BBC не сохранилось копий.
Наиболее востребованным утерянным эпизодом до сих пор считается четвёртый эпизод серии «Десятая планета» — последней истории эпохи Уильяма Хартнелла, в которой он регенерирует во второго Доктора. Существуют некоторые кадры, показанные в 1973 году в телешоу Blue Peter в честь десятилетия «Доктора Кто», — несколько низкокачественных 8-мм клипов, демонстрирующих несколько секунд регенерации.

### Сохранившиеся материалы в сравнении с другими сериалами
В сравнении с другими программами BBC 1960-х годов «Доктору Кто» сравнительно неплохо удалось сохранить вышедшие эпизоды. 147 из 253 эпизодов до сих пор существуют, по большей части из-за широкой продажи эпизодов для показа за рубежом, откуда впоследствии и возвращались серии. Из всех эпизодов, проданных за рубеж, не хватает только одиннадцати (девять из первого и двух из второго сезонов). Многие выжившие эпизоды вернулись в страну после их продажи в Алжир в 1973 году. После того, как права на трансляцию в Алжире истекли, копии вернули обратно, как раз перед отказом от практики стирания видеоплёнки.
Из всех сериалов 1960-х годов лучше всего сохранился Steptoe and Son, хотя большинство его эпизодов сохранись в виде видеокопий, сделанных авторами программы. Другие же телепередачи и телесериалы либо сохранились минимально, либо не сохранились вообще. К примеру, ни один из эпизодов мыльной оперы United!, 147 эпизодов которой были показаны в 1960—1970-х годах, не дошёл до наших дней. Популярность «Доктора Кто» способствовала возвращению исчезнувших эпизодов, когда для других, менее популярных программ такая обширная реконструкция никогда не проводилась.

## Утраченные эпизоды

### Список утраченных эпизодов
В настоящий момент утерянными считаются 97 эпизодов из 26 серий, в том числе 10 полных серий. Почти из всех исчезнувших эпизодов сохранились фрагменты различной длины, кроме трёх («Марко Поло», «Миссия в неизвестное» и «Резня»). До сих пор идут споры о статусе серии «Марко Поло»: первые кадры первого эпизода используются в конце отредактированной версии второго эпизода серии «Грань уничтожения».
В историях, подсвеченных  красным  цветом, утрачены все эпизоды.
| Доктор (утрачено) | Сезон | Утрачено (всего) | Номер истории       | Название истории           | Утрачено / Всего       | Утраченные эпизоды     | Способы восстановления | Способы восстановления | Способы восстановления |
| Доктор (утрачено) | Сезон | Утрачено (всего) | Номер истории       | Название истории           | Утрачено / Всего       | Утраченные эпизоды     | Анимация               | Воссоздание            | Реконструкция          |
| ----------------- | ----- | ---------------- | ------------------- | -------------------------- | ---------------------- | ---------------------- | ---------------------- | ---------------------- | ---------------------- |
| Первый (44)       | 1     | 9 (из 42)        | 004                 | «Марко Поло»               | 7 / 7                  | Все                    |                        |                        |                        |
| Первый (44)       | 1     | 9 (из 42)        | 008                 | «Господство террора»       | 2 / 6                  | 4—5                    | 2013                   |                        |                        |
| Первый (44)       | 2     | 2 (из 39)        | 014                 | «Крестовый поход»          | 2 / 4                  | 2, 4                   |                        |                        | 2022                   |
| Первый (44)       | 3     | 28 (из 45)       | 018                 | «Галактика 4»              | 3 / 4                  | 1—2, 4                 | 2021                   |                        | 2021                   |
| Первый (44)       | 3     | 28 (из 45)       | 019                 | «Миссия в неизвестное»     | 1 / 1                  | Все                    |                        | 2019                   |                        |
| Первый (44)       | 3     | 28 (из 45)       | 020                 | «Создатели мифов»          | 4 / 4                  | Все                    |                        |                        |                        |
| Первый (44)       | 3     | 28 (из 45)       | 021                 | «Генеральный план далеков» | 9 / 12                 | 1, 3—4, 6—9, 11—12     |                        |                        |                        |
| Первый (44)       | 3     | 28 (из 45)       | 022                 | «Резня»                    | 4 / 4                  | Все                    |                        |                        |                        |
| Первый (44)       | 3     | 28 (из 45)       | 024                 | «Небесный игрушечник»      | 3 / 4                  | 1—3                    | 2024                   |                        | 2024                   |
| Первый (44)       | 3     | 28 (из 45)       | 026                 | «Дикари»                   | 4 / 4                  | Все                    | 2025                   |                        |                        |
| Первый (44)       | 4     | 33 (из 43)       | 028                 | «Контрабандисты»           | 4 / 4                  | Все                    |                        |                        |                        |
| Первый (44)       | 4     | 33 (из 43)       | 029                 | «Десятая планета»          | 1 / 4                  | 4                      | 2013                   |                        | 2000                   |
| Второй (53)       | 4     | 33 (из 43)       | 030                 | «Сила далеков»             | 6 / 6                  | Все                    | 2016                   |                        | 2005                   |
| Второй (53)       | 4     | 33 (из 43)       | 031                 | «Горцы»                    | 4 / 4                  | Все                    |                        |                        |                        |
| Второй (53)       | 4     | 33 (из 43)       | 032                 | «Подводная угроза»         | 2 / 4                  | 1, 4                   | 2023                   |                        | 2015                   |
| Второй (53)       | 4     | 33 (из 43)       | 033                 | «Лунная база»              | 2 / 4                  | 1, 3                   | 2014                   |                        |                        |
| Второй (53)       | 4     | 33 (из 43)       | 034                 | «Террор Макра»             | 4 / 4                  | Все                    | 2019                   |                        | 2019                   |
| Второй (53)       | 4     | 33 (из 43)       | 035                 | «Безликие»                 | 4 / 6                  | 2, 4—6                 | 2020                   |                        | 2020                   |
| Второй (53)       | 4     | 33 (из 43)       | 036                 | «Зло далеков»              | 6 / 7                  | 1, 3—7                 | 2021                   |                        | 2021                   |
| Второй (53)       | 5     | 18 (из 40)       | 038                 | «Ужасные снежные люди»     | 5 / 6                  | 1, 3—6                 | 2022                   |                        | 2022                   |
| Второй (53)       | 5     | 18 (из 40)       | 039                 | «Ледяные воины»            | 2 / 6                  | 2—3                    | 2013                   |                        |                        |
| Второй (53)       | 5     | 18 (из 40)       | 041                 | «Паутина страха»           | 1 / 6                  | 3                      | 2021                   |                        | 2013                   |
| Второй (53)       | 5     | 18 (из 40)       | 042                 | «Ярость из глубины»        | 6 / 6                  | Все                    | 2020                   |                        | 2020                   |
| Второй (53)       | 5     | 18 (из 40)       | 043                 | «Колесо в космосе»         | 4 / 6                  | 1—2, 4—5               |                        |                        | 2017                   |
| Второй (53)       | 6     | 7 (из 44)        | 046                 | «Вторжение»                | 2 / 8                  | 1, 4                   | 2006                   |                        |                        |
| Второй (53)       | 6     | 7 (из 44)        | 049                 | «Космические пираты»       | 5 / 6                  | 1, 3—6                 |                        |                        |                        |
|                   |       |                  | 26 неполных историй | 26 неполных историй        | 97 утраченных эпизодов | 97 утраченных эпизодов | 44 эпизода             | 1 эпизод               | 44 эпизода             |

### Эпизоды-«сироты»
Эпизоды-«сироты» — сохранившиеся эпизоды, которые не составляют полной серии, — были выпущены BBC следующими способами:
- Как отдельные комплекты The Hartnell Years (номер по каталогу BBCV4608), The Troughton Years (BBCV4609), Daleks — The Early Years (BBCV 4813) и Cybermen — The Early Years (BBCV 5403) были выпущены на VHS в начале 1990-х годов.
- Как дополнения к другим релизам, например, первый и третий эпизоды серии «Безликие», а также первый эпизод серии «Паутина страха» вошли в бокс-сет с серией «Господство террора»[52].
- Сокращённые VHS-комплекты вместе с одним или несколькими из нижеприведённых материалов:
  - Образцами фотографий или других материалов, сделанных актёрами («Господство террора», «Крестовый поход» и «Вторжение»);
  - Компакт-дисками с аудиодорожками недостающих эпизодов («Крестовый поход» и «Ледяные воины»);
  - Реконструкциями из фотографий и сохранившихся фрагментов («Десятая планета» и «Ледяные воины»).
- В составе бокс-сета Lost in Time 2004 года[53].

С начала 1990-х BBC начали выпускать существующие аудиодорожки на аудиокассетах или компакт-дисках с комментариями бывших актёров сериала — Джона Пертви, Тома Бэйкера, Колина Бэйкера, Питера Первеса и Фрейзера Хайнса. Некоторые серии, например, «Зло далеков», со временем переизданы с улучшенным качеством аудиодорожки, новыми сопутствующими комментариями, а иногда и новыми кадрами или сценами. Однако проблемы, относящиеся к урегулированию правовых вопросов, связанных с музыкой, выразились в том, что в издании серии «Зло далеков» отсутствовали некоторые фоновые композиции, которые присутствовали в оригинальной звуковой дорожке. Они были заменены менее характерными треками.
К декабрю 2005 года были выпущены звуковые дорожки для всех утерянных эпизодов. В случае с музыкой, использование которой было ограничено авторскими правами, были необходимы замены, а из соображений качества мелодии были подвергнуты восстановлению, а дорожка с комментарием была наложена поверх.

### Утраченные непоказанные эпизоды
Помимо вышедших в эфир эпизодов, утерянным считается также оригинальный, непоказанный первый эпизод серии «Далеки» эры первого Доктора. Во время записи выяснилось, что из-за технических неполадок на плёнку попали закадровые голоса. Из-за этого в начале декабря 1963 года эпизод был перемонтирован, а Сьюзен Форман появилась в другом костюме.
Для серии «Планета гигантов» первоначально было сделано четыре эпизода. Четвёртый эпизод под названием «Желание жить», срежиссированный Дугласом Кэмфридом, тесно переплетался с предыдущим, «Кризис», и было решено объединить их, чтобы быстрее перейти к развязке. Решение было принято тогдашним главным сценаристом Сидни Ньюманом; оригинальные версии третьего и четвёртого эпизодов, предположительно, уничтожены.
| Доктор | Сезон | Номер серии | Серия                          | Утраченные эпизоды | Всего |
| ------ | ----- | ----------- | ------------------------------ | --- | ----- |
| Первый | 1     | 002         | «Далеки» (оригинальная версия) | Эпизоды 1 (перемонтирован; оригинал утерян за вычетом того момента, что повторяется в сохранившемся втором эпизоде)                   | 1     |
| Первый | 2     | 009         | «Планета гигантов»             | Эпизоды 3 и 4 (эти эпизоды были перемонтированы и объединены в один во время телетрансляции, а оригинальные их версии не сохранились) | 2     |

## Поиски эпизодов
Начиная с 1978 года многие эпизоды были из разных источников возвращены в архивы BBC, большей частью — из архивов других стран, которые покупали эпизоды (в основном из Австралии и африканских стран, например, Нигерии). Так, все четыре эпизода серии «Гробница киберлюдей» были найдены в Гонконге в 1992 году. В 1999 году новозеландский актёр Брюс Гренвилл на распродаже в Нейпире обнаружил первый эпизод «Крестовый поход», «Лев». Владелец плёнки не представлял себе её ценность и собирался выбросить. Однако к находке поначалу отнеслись настороженно — уже до этого времени Гренвилл заработал себе славу успешного мистификатора. В частности, новозеландец Пол Скунс, который занимается поиском и восстановлением пропавших эпизодов, прокомментировал, что за двенадцать лет потратил много времени на изучение архивов, графиков показа «Доктора Кто» в Новой Зеландии, и был убеждён, что все имевшиеся эпизоды уже либо восстановлены, либо уничтожены. Тем не менее, BBC подтвердили подлинность найденной пленки. Поиски продолжаются до сих пор, а 20 апреля 2006 года Blue Peter запустили соревнование по поиску пропавших эпизодов, пообещав модель далека в натуральную величину в качестве награды.

### Список найденных эпизодов
Когда в 1978 году полные фонды Би-би-си (в том числе BBC Film & Videotape Library и BBC Enterprises) подверглись ревизии, перечисленные ниже эпизоды в архивах отсутствовали, но были возвращены корпорации различными способами. 16 выделенных  зелёным  цветом историй в итоге перестали иметь какие-либо эпизоды утерянными. Все эпизоды возвращены в виде 16-мм видеозаписей или копий.
| Доктор                   | Сезон                    | Номер истории            | Название истории           | Всего эпизодов | В архиве сейчас | Возвращено (номера) | Найдено                                          | Найдено         | Найдено     |             |
| Доктор                   | Сезон                    | Номер истории            | Название истории           | Всего эпизодов | В архиве сейчас | Возвращено (номера) | Источник                                         | Страна          | Год         |             |
| ------------------------ | ------------------------ | ------------------------ | -------------------------- | -------------- | --------------- | ------------------- | ------------------------------------------------ | --------------- | ----------- | ----------- |
| Первый                   | 1                        | 008                      | «Господство террора»       | 6              | 4               | 4 (1−3, 6)          | PIK (эп. 1−3)                                    | Республика Кипр | 1984        |             |
| Первый                   | 1                        | 008                      | «Господство террора»       | 6              | 4               | 4 (1−3, 6)          | Частный коллекционер (эп. 6)                     | Великобритания  | 1982        |             |
| Первый                   | 2                        | 014                      | «Крестовый поход»          | 4              | 2               | 1 (1)               | Частный коллекционер                             | Новая Зеландия  | 1999        |             |
| Первый                   | 2                        | 017                      | «Вмешивающийся во время»   | 4              | 4               | 3 (1, 3−4)          | NTV                                              | Нигерия         | 1985        |             |
| Первый                   | 3                        | 018                      | «Галактика 4»              | 4              | 1               | 1 (3)               | Частный коллекционер                             | Великобритания  | 2011        |             |
| Первый                   | 3                        | 021                      | «Генеральный план далеков» | 12             | 3               | 3 (2, 5, 10)        | Частный коллекционер (эп. 2)                     | Великобритания  | 2004        |             |
| Первый                   | 3                        | 021                      | «Генеральный план далеков» | 12             | 3               | 3 (2, 5, 10)        | Церковь СПД (эп. 5 и 10)                         | Великобритания  | 1983        |             |
| Первый                   | 3                        | 024                      | «Небесный игрушечник»      | 4              | 1               | 1 (4)               | ABC                                              | Австралия       | 1984        |             |
| Первый                   | 3                        | 027                      | «Военные машины»           | 4              | 4               | 4 (1−4)             | NTV (эп. 1, 3, 4)                                | Нигерия         | 1985        |             |
| Первый                   | 3                        | 027                      | «Военные машины»           | 4              | 4               | 4 (1−4)             | Частный коллекционер (неотредактированный эп. 2) | Австралия       | 1978        |             |
| Всего у Первого Доктора  | Всего у Первого Доктора  | Всего у Первого Доктора  | 7 историй                  | 7 историй      | 7 историй       | 17 эпизодов         | 17 эпизодов                                      | 17 эпизодов     | 17 эпизодов | 17 эпизодов |
| Второй                   | 4                        | 032                      | «Подводная угроза»         | 4              | 2               | 1 (2)               | Частный коллекционер                             | Великобритания  | 2011        |             |
| Второй                   | 4                        | 035                      | «Безликие»                 | 6              | 2               | 1 (3)               | Частный коллекционер                             | Великобритания  | 1987        |             |
| Второй                   | 4                        | 036                      | «Зло далеков»              | 7              | 1               | 1 (2)               | Частный коллекционер                             | Великобритания  | 1987        |             |
| Второй                   | 5                        | 037                      | «Гробница киберлюдей»      | 4              | 4               | 4 (1−4)             | ATV                                              | Гонконг         | 1992        |             |
| Второй                   | 5                        | 038                      | «Ужасные снежные люди»     | 6              | 1               | 1 (2)               | Частный коллекционер                             | Великобритания  | 1982        |             |
| Второй                   | 5                        | 039                      | «Ледяные воины»            | 6              | 4               | 4 (1, 4−6)          | Би-би-си                                         | Великобритания  | 1988        |             |
| Второй                   | 5                        | 040                      | «Враг мира»                | 6              | 6               | 5 (1−2, 4−6)        | NTV                                              | Нигерия         | 2013        |             |
| Второй                   | 5                        | 041                      | «Паутина страха»           | 6              | 5               | 5 (1−2, 4−6)        | Неизвестно (эп. 1)                               | Неизвестно      | 1970-е      |             |
| Второй                   | 5                        | 041                      | «Паутина страха»           | 6              | 5               | 5 (1−2, 4−6)        | NTV (эп. 2, 4, 5, 6)                             | Нигерия         | 2013        |             |
| Второй                   | 5                        | 043                      | «Колесо в космосе»         | 6              | 2               | 1 (3)               | Частный коллекционер                             | Великобритания  | 1984        |             |
| Второй                   | 6                        | 047                      | «Кротоны»                  | 4              | 4               | 1 (4)               | BFI                                              | Великобритания  | 1978        |             |
| Второй                   | 6                        | 050                      | «Военные игры»             | 10             | 10              | 6 (1, 3−4, 6−7, 10) | BFI                                              | Великобритания  | 1978        |             |
| Всего у Второго Доктора  | Всего у Второго Доктора  | Всего у Второго Доктора  | 11 историй                 | 11 историй     | 11 историй      | 30 эпизодов         | 30 эпизодов                                      | 30 эпизодов     | 30 эпизодов | 30 эпизодов |
| Третий                   | 7                        | 054                      | «Инферно»                  | 7              | 7               | 7 (1−7)             | CKVU                                             | Канада          | 1985        |             |
| Третий                   | 8                        | 057                      | «Когти аксонов»            | 4              | 4               | 2 (2−3)             | TV Ontario                                       | Канада          | 1982        |             |
| Третий                   | 8                        | 058                      | «Колония в космосе»        | 6              | 6               | 6 (1−6)             | CKVU                                             | Канада          | 1983        |             |
| Третий                   | 9                        | 061                      | «Проклятье Пеладона»       | 4              | 4               | 4 (1-4)             | TV Ontario                                       | Канада          | 1970-е      |             |
| Третий                   | 9                        | 062                      | «Морские дьяволы»          | 6              | 6               | 3 (1−3)             | CKVU                                             | Канада          | 1980-е      |             |
| Третий                   | 9                        | 063                      | «Мутанты»                  | 6              | 6               | 2 (1−2)             | TV Ontario                                       | Канада          | 1980-е      |             |
| Третий                   | 9                        | 064                      | «Временной монстр»         | 6              | 6               | 6 (1−6)             | TV Ontario                                       | Канада          | 1987        |             |
| Третий                   | 11                       | 071                      | «Вторжение динозавров»     | 6              | 6               | 1 (1)               | Частный коллекционер                             | Великобритания  | 1983        |             |
| Третий                   | 11                       | 072                      | «Смерть далекам»           | 4              | 4               | 1 (1)               | TV Ontario (в формате NTSC)                      | Канада          | 1981        |             |
| Третий                   | 11                       | 072                      | «Смерть далекам»           | 4              | 4               | 1 (1)               | Dubai 33 (в формате PAL)                         | ОАЭ             | 1991        |             |
| Всего у Третьего Доктора | Всего у Третьего Доктора | Всего у Третьего Доктора | 9 историй                  | 9 историй      | 9 историй       | 32 эпизодов         | 32 эпизодов                                      | 32 эпизодов     | 32 эпизодов | 32 эпизодов |
| Всего                    | Всего                    | Всего                    | 27 историй                 | 27 историй     | 27 историй      | 79 эпизодов         | 79 эпизодов                                      | 79 эпизодов     | 79 эпизодов | 79 эпизодов |